# Avènement de Pie X
Avènement de Pie X è un cortometraggio del 1903 diretto da Lucien Nonguet e Ferdinand Zecca.

## Trama
Documentario sull'apertura del conclave dei Cardinali, finita la votazione tutti escono. La Persona che è stata appena eletta con la carica di Papa è seduta su una piattaforma e portato sulle spalle delle guardie.